# Снајдер (Оклахома)
Снајдер (енгл. Snyder) град је у америчкој савезној држави Оклахома.

## Демографија
По попису из 2010. године број становника је 1.394, што је 115 (-7,6%) становника мање него 2000. године.
| Група             | 2000.         | 2010.         |
| Белци             | 1.198 (79,4%) | 1.061 (76,1%) |
| Афроамериканци    | 106 (7,0%)    | 86 (6,2%)     |
| Азијати           | 0 (0,0%)      | 2 (0,1%)      |
| Хиспаноамериканци | 154 (10,2%)   | 172 (12,3%)   |
| Укупно            | 1.509         | 1.394         |